# 铁屎米-6-酮
铁屎米-6-酮（6H-吲哚并[3,2,1-de][1,5]萘啶-6-酮）是一种有机化合物，化学式为C14H8N2O。它可由8-(2-氯苯基)-1,5-萘啶-2-酮和碳酸铯在N,N'-二甲基乙二胺和碘化亚铜的催化下反应制得。它在钯催化下加氢，可以得到4,5-二氢铁屎米-6-酮；它也可以被mCPBA氧化为铁屎米-6-酮-N-氧化物。